# David Rudman
David Rudman (russisch Дави́д Льво́вич Ру́дман Dawid Lwowitsch Rudman; geboren am 13. April 1943 in Kuibyschew; gestorben am 8. Februar 2022) war ein sowjetischer Judoka und Samboka, der nach seiner aktiven Laufbahn Trainer und Funktionär im Sambo wurde.

## Sportliche Karriere
David Rudman kämpfte in der Gewichtsklasse bis 70 Kilogramm. Im Judo siegte er bei den Europameisterschaften 1969 in Ostende, wobei er im Finale den Polen Antoni Zajkowski bezwang. Bei den Weltmeisterschaften 1969 in Mexiko-Stadt besiegte er Zajkowski im Viertelfinale, unterlag aber dann den Japanern Yoshimitsu Kōno im Poolfinale und Hiroshi Minatoya im Kampf um den Finaleinzug. Im Kampf um eine Bronzemedaille besiegte er den Südkoreaner Chang In-kwon.
Im Sambo war Rudman von 1965 bis 1969 sowjetischer Meister. 1967 gewann er beim ersten internationalen Sambo-Turnier. 1970 bis 1972 belegte er den zweiten Platz bei den sowjetischen Meisterschaften, 1973 gewann er wieder den Titel. Bei den Sambo-Weltmeisterschaften 1973 gewann er den Titel in der Gewichtsklasse bis 68 Kilogramm.
Nach seiner aktiven Laufbahn war Rudman Trainer und verfasste mehrere Bücher über Sambo. 2005 wurde der mittlerweile in den Vereinigten Staaten lebende Rudman Präsident der Fédération Internationale de Sambo (FIAS). 2007 wurde er zum Ehrenpräsident ernannt.
Rudman starb am 8. Februar 2022 nach langer Krankheit im Alter von 78 Jahren.